# Французька соціологічна школа
Французька соціологічна школа – один з панівних напрямків французької соціології кінця XIX – пер. пол. XX ст., заснований Е. Дюркгаймом. Основні представники: Еміль Дюркгайм, Марсель Мосс (очолив школу і журнал після смерті Дюркгайма в 1917), С. Бугле, Ж. Даві, П. Фоконне, Морріс Хальбвакс, Леві-Брюль.

## Загальна характеристика
Як науковий напрям школа сформувалася навколо журналу «Соціологічний щорічник», який видавав Дюркгайм («L'Année Sociologique», виходив у 1898-1913 рр. і у 1925-27рр., діяльність школи продовжувалася і після припинення видання журналу аж до Другої світової війни, коли школа втратила свою єдність і цілісність), у якому друкувалися статті, монографії, огляди представників школи. Поряд з соціологами у школі співпрацювали представники суміжних з соціологією дисциплін.
Французька соціологічна школа виросла з багатьох тенденцій попередніх шкіл. Важливо зауважити вплив на неї з боку органіцизму, який наштовхнув представників цієї школи на ідею цілісності суспільства, яке розглядається як надіндивідуальна сутність.

## Основні ідеї

### Соціологізм
Доктриною, яка об’єднувала всіх представників школи став, соціологізм Е. Дюркгайма. Соціологізм полягав у виділенні соціальної дійсності як специфічної сфери буття і діяльності, самостійної по відношенню до біологічної (природа) чи психічної (внутрішній світ індивіда) дійсності, принципово важливої, інтегративної при вивченні людини; затвердження об’єктивного, надіндивідуального характеру суспільства, його визначальної ролі у регулюванні індивідуальної поведінки, його функціонального характеру; 	визначення соціології специфічною, самостійною, об’єктивною,  наукою про соціальну дійсність, яка інтегрує в себе всі антропологічні науки і не може зводитися ні до якої іншої науки.

### Опоненти
Соціологізм Французької соціологічної школи протистояв таким авторитетним соціологічним напрямкам як католицька соціологія  (розглядала суспільство як певний наслідок реалізації Божого промислу і біблейських заповідей); соціологічний номіналізм (зводив соціум до сукупності індивідуальних дій і мотивів); біологічний і психологічний редукціонізм (визначав соціальну дійсність виключно біологічними або психологічними факторами).

### Соціологізм і соціалізм
Для Дюркгайма і його послідовників соціологія була науковою альтернативою революційного соціалізму. «Соціальне питання», тобто питання про нерівність соціальних умов життя, вони розглядали переважно як релігійно-етичну, а не економіко-політичну проблему. «Соціальний пацифізм», прагнення до встановлення соціальної солідарності у Франції складали невід’ємну частину солідаризму, офіційної ідеології Третьої республіки.

## Історія французької соціологічної школи
У ранній період (до 1913 р.) важливу роль в діяльності школи грала близькість не лише наукових, але й суспільних поглядів її представників: позитивістське піднесення можливостей науки, громадянський лібералізм, ідеї соціального реформізму, напрямленого на усунення класових протиріч. Це надавало багатьом публікаціям в «Соціологічному щорічнику» гострополемічного, публіцистичного характеру і визначало науковий напрямок розвитку журналу. Основним матеріалом дослідження у роботах представників даної школи у ранній період стала історія і сучасний стан окремих інституціональних форм суспільства (церкви, громадянського права, освіти) у Франції, однак деякі праці (Ф. Брюно, М. Гране) включалися в більш широкий контекст історії європейської культури, філософії мови, кроскультурних досліджень. Новою для соціології стала і прийнята у Французькій соціологічній школі колективна організація наукової діяльності з розподілом обов'язків і активне використання в працях математичних і статистичних методів, окремих елементів структурної лінгвістики.
Діяльність школи допомогла введенню соціології (у її дюркгаймівському розумінні) в систему вищої, а потім і середньої освіти Франції, що сприяло переходу певних представників школи до викладання.
Після Першої світової війни настає «післядюркгаймівський» період організуючим центром школи стає вже не «Соціологічний щорічник», а кафедри соціології університетів Парижа, Бордо, Тулузи, де працювали М. Мосс, Ф. Бурдьє, П. Лапі. Прагнення до утвердження активної соціально-реформістської ролі науки у представників школи ще збереглося, однак погляди їх помітно зрушуються від радикально лібералістських до помірних. Значний вплив на деяких представників школи (М. Мосс, Ж. Даві, М. Хальбвакс) надали ідеї структурного функціоналізму і психологізм «розуміючої соціології» М. Вебера. Поступове розмивання науково-методологічної гостроти дюркгаймівського соціологізму, яке відбувалося по мірі розвитку методів соціально-наукового знання, і бурхливий розвиток структурно-функціонального аналізу в антропології визначили поступове згасання Французької соціологічної школи як яскравого, новаторського напряму в соціології.
Після Другої світової війни, попри поновлення видання «Соціологічного щорічника», школа фактично припинила свої існування.

## Фактори впливу
Факторами домінуючого положення французької соціологічної школи стали її велика у порівнянні з іншими розробленість теоретичних проблем, увага до конкретних фактів соціального життя, прагнення до комплексного їх розгляду. Варто також відмітити згуртованість школи і особистий авторитет Дюркгайма в інтелектуальних колах, внаслідок чого йому вдалося залучити до співробітництва в школі представників різних соціальних наук: економіки, етнографії, лінгвістики і т. д.
Важливе значення мали також і ті зміни, яких зазнало французьке суспільство того часу. У своєму ідеологічному аспекті «соціологізм» був напрямлений, з одного боку, проти реакційних клерикалів, монархістів на націоналістів (Морраса, Бурже, Барреса), з іншого – проти революційного марксизму і класової боротьби. Прибічники «соціологізму» прагнули примирення класових антагонізмів у країні, але не шляхом зближення з монархічними і клерикальними колами чи встановлення «сильної влади», а шляхом реформ, основаних на наукових рекомендаціях. Ліберальна соціологія дюркгаймівської школи по-своєму духу і програмі тісно пов’язана з соціалізмом реформістського спрямування, що й пояснює активну участь в школі соціалістів, які поділяли погляди Ж. Жореса (М. Мосс, В. Сіміан, А. Юбер, Р. Герц). Саме теоретичні дискусії про характер и природу соціальної реальності, ступінь детермінованості діяльності індивіда соціумом становлять ядро «Соціологічного щорічника» і багато в чому визначили провідні позиції Французької соціологічної школи у французькій соціології першої половини століття.
Діяльність Французької соціологічної школи здійснила відчутний вплив не тільки на формування сучасних уявлень про природу суспільства і пов’язаної з цим теоретичної проблематики, але і на формування антропологічної науки в цілому, багато в чому визначила образ сучасного функціоналізму, неомарксистської соціології, вплинула на становлення франкфуртської школи.